# Haláp (hegy)
Haláp (magasság: 358 m) a Tapolcai-medence tanúhegyeinek északi, leginkább lebányászott tagja. Az 1912-1980-as évek között folytatott intenzív bazaltbányászat során a hegy jelentős részét - a hegy bazaltsapkájának közepét - elhordták, a bányaüreg pereme körben megmaradt, szép, oszlopos elválású bazalttal. A megmaradt peremrészről szép panoráma nyílik a Tapolcai-medencére, a Csobáncra és a többi tanúhegyre. A kettős csonkakúp alakú hegy déli lábánál található a neves hagyományokkal rendelkező Zalahaláp községe.

## Neve
A „haláp” szó jelentése:
1. vizenyős rét, vadvizes hely,
2. a víz színén úszó növények sűrű, erős szövevénye, amelyen óvatosan járni is lehet.

A „rét” szó a nyelvterület túlnyomó részén a nedves kaszáló megnevezésére szolgál. Kaszálók, füves területek neveként még számos tájnyelvi szó említhető: láp, láz, reglő, tárnica, gyóta, ornyák, gágy, zsibb, haláp, danca, luka stb.

## Leírása
A vulkanikus eredetű hegy északi oldalánál dolomit, déli oldalánál mészkő található, míg a meredek csúcsa tiszta és tömör bazalt.
A hegy felülete a nagymértékű kőbányászat nyomait viseli magán. A Halápon az 1920-as évek elejéig csak kockakövet állítottak elő, kisebb kiterjedésű bányaudvarok már a római korból kimutathatók. Később már a terméskő bányászata mellett faragott köveket is előállítottak. 1925-ben a Grünwald és Schiffer céggel együtt a Pesti Kereskedelmi Bank vette át és megalapította a Zalahalápi Bazaltkőbánya Részvénytársaságot, mely a bazaltbánya gépesítését 1926-tól kezdte meg. Először a második világháború utáni kőigény kielégítésére hajtottak végre jelentős fejlesztéseket. Az 1950-es években már három – alsó (ami bányaszint magassága 291 m), középső (ami bányaszint magassága 306 m) és felső (ami bányaszint magassága 325 m) – szinten, összesen 9 bányaudvarral folyt bányászat. Az 1960-as évek elején a korszerűen gépesített kőbánya a még működő kőfejtőkkel együtt a Dél-Dunántúli Kőbánya Vállalathoz (DÉLKŐ) került, a termelt kőanyagot út- és vasútépítési célokra, és azok fenntartására használták fel. Ezek előállítása végül az 1980-as évek folyamán teljes megszűnt. A bányák végleges bezárását természetvédelmi törekvések, valamint a faragott útburkolati kövek egyre nagyobb arányú visszaszorulása indokolta.
A Haláp bazalttanúhegy a Tapolcai-medencét északról vigyázó „őrbástyaként” emelkedik Magyarország egyik legszebb kistája fölé. A felhagyott bányaudvar pereméről dél felé tekintve páratlan panoráma tárul elénk: Tóti-hegy, Badacsony, Gulács, Szent György-hegy és a legközelebbi Csobánc egyedülálló sziluettje számtalan művészt (fotóst, festőt, írót) ihletett már meg.
A korvizsgálatok alapján a Haláp a legfiatalabb a Balaton-felvidék tanúhegyei között. A bazalt hólyagüregeiben és kőzetzárványaiban megjelenő ásványfajok tekintetében az egyik leggazdagabb, legváltozatosabb hegynek tekinthető.
Az intenzív bányaművelés előtt a 358 m tengerszint feletti magasságú Haláp-hegy mintegy 150 m-rel emelkedett ki az üledék alkotta, lankásabb domborzatú környezet fölé. A hegy észak-dél irányú horizontális kiterjedése 2 km nyugat-kelet felé mintegy 1,8 km. A hegy tetejét képező „bazalt sapka” a bányászati feltárások alapján észak-dél irányban 550 m, kelet-nyugatra mintegy 560 m. Kelet felé még pontosan nem ismerjük a bazaltelterjedés szélét, mert ez irányban a bányafalak még nem érték el a feküképződményeket  (= a földtanban valamely réteg alatt levő kőzettömeg).
A Haláp a Balaton-felvidéki Nemzeti Park területének része.

### Földtörténeti jellemzők
A Haláp a Pelsoi nagyszerkezeti egység Dunántúli-középhegységi tagjának déli területéhez tartozik. Paleozoikumi kőzetek a hegy környezetében sehol sem tárulnak fel. Fúrásokból ismeretes, hogy aljzatában megtalálható a paleozoikum utolsó időszakában, az orogenezis során felgyűrődött hegységek lepusztulásakor lerakódott vörös homokkőből, konglomerátumból és aleurolitból álló Balaton-felvidéki Homokkő Formáció. A mezozoikum elején kialakult sekélytengeri selfen, majd karbonátos rámpán mészkőből és dolomitból álló rétegek rakódtak le. A triász időszak második felében a karni emelet végén megindul az egységes Fődolomit-platform kialakulása, melyen a nori emelet közepéig
lényegében változatlan körülmények között folyt az üledékképződés (Fődolomit Formáció). A Balaton-felvidéken (és így a Halápon) felső triásznál fiatalabb és miocénnél idősebb képződmények nem ismertek.

### Vulkáni tevékenység
A vulkáni működés piroklaszt-szórással kezdődött, amit a sárgásbarna, nagy mennyiségű (25%) fekü prevulkáni üledékekből származó litikus (az áttört földkéregből elszakított) fragmentumokat tartalmazó vulkáni tufa is jelez. A később felnyomuló láva és a piroklasztitok közötti kontaktusban peperites szerkezet jelenik meg kb. 1 m vastagságú zónában. A lávató anyaga öt-, hatszögletű, a felsőbb részeken átlagosan 20–40 cm, alul 60–80 cm-es
oszlopos elválású. A bazalt színe sötétszürke, fekete, tömött, melyben elszórtan kontakt metamorfózison átesett zárványok találhatók. A halápi maar/tufagyűrű központi részén egy kis, salakos lapilli tufa halom jelenik meg. A K-Ar kormeghatározások szerint 2,7 millió éves korával a Haláp a Bakony–Balaton-felvidék Vulkáni Terület (BBfVT) legfiatalabb vulkánja.

### Ásványtan

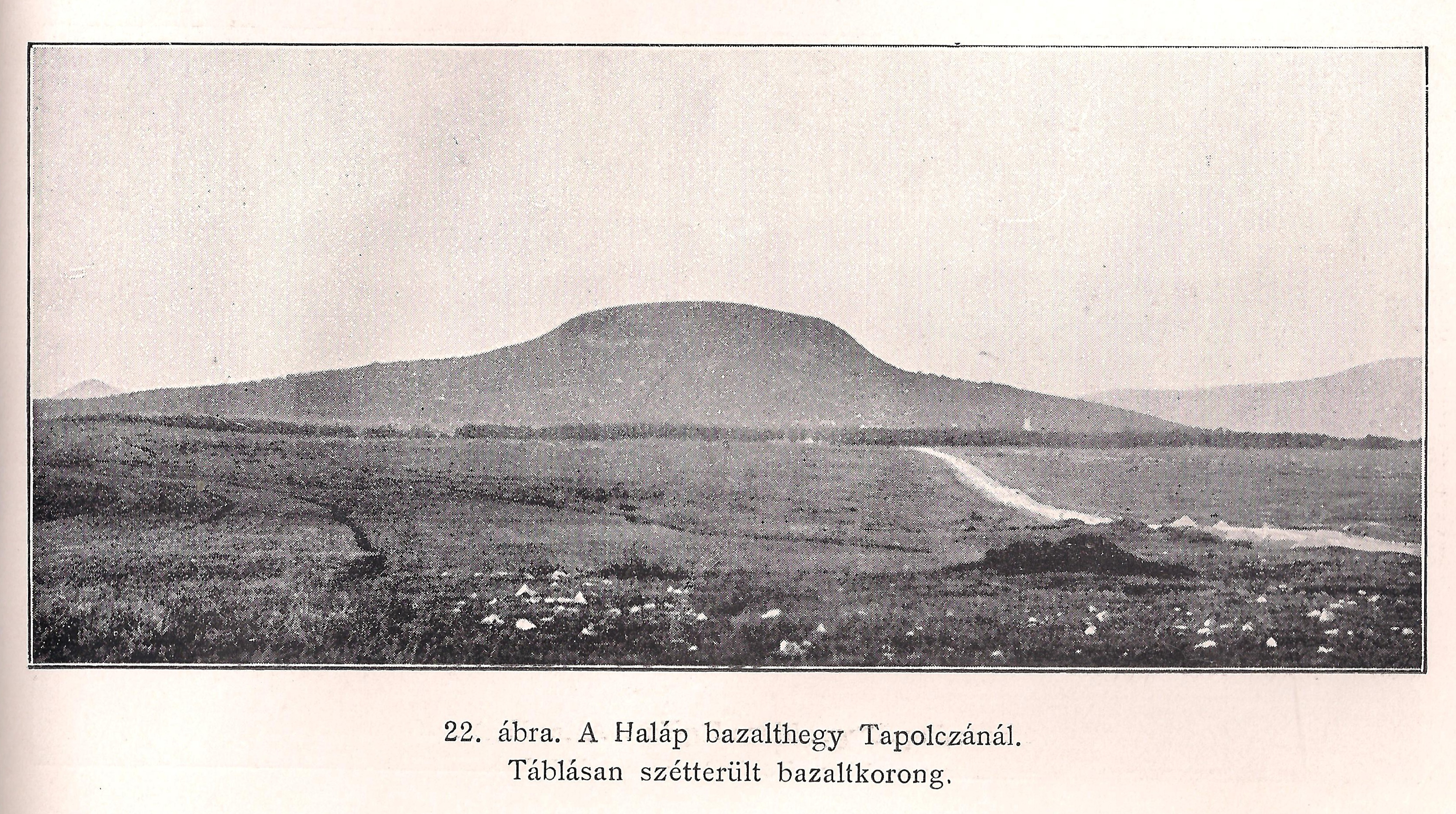
A Haláp 1920-ban

A halápi bazalt üregkitöltő, valamint üledékes eredet kőzetzárványainak kutatása az 1920-as évek végén, a bányaműveléssel párhuzamosan indulhatott meg. Az ásványtársulások egyik kiemelkedő kutatója Mauritz Béla volt. Vizsgálatai kapcsán több olyan zeolitot említ (dezmin – ma sztilbit, nátrolit, phillipsit), melyek korábban ismeretlenek voltak e területen. Kutatásaival részben egyidőben, részben azt folytatva jelentek meg Erdélyi Jánosnak a Balaton-felvidéki bazaltok ásványtársulásával kapcsolatos munkái. Egyik legjelentősebb alkotása a Balatoni bazalthegyek c. kis füzete, melyben részletesen ismerteti a Haláp vulkanizmusát, felépítését, ill. összefoglalja az üregkitöltő ásványkutatások addigi (1954) eredményeit. A hegy bazaltjában fehér, porcelánszer tömött, endogén zárványban, az optikai, röntgen, termikus és kémiai elemzések alapján egy addig ismeretlen ásványt, a hidroamezitet azonosította, de későbbi vizsgálatai kiderítették, hogy valójában egy ásványelegyről van szó, mely hidroamezitből és lizarditból áll. Az 1980-as években Alberto Alberti és szerzőtársai (1982) a gonnarditot és garronitot mutatták ki. Az 1980-as, 1990-es évektől a részletesebb műszeres vizsgálatok nyomán számos új ásvánnyal bővült az ásványtani paletta.
A Haláp bazaltja a Balaton-felvidék egyik leggazdagabb ásványlelőhelye. Az üregek nyúlt, ellipszoid formájúak vagy közel kör alakúak. Méretük néhány cm-től 15 cm-ig is terjedhet, de leggyakrabban 5 cm alattiak. Ásványfajai közül leggyakoribbak a zeolitok. Ezek közül legismertebbek a phillipsit kristályok. Színtelen, fehér, áttetsző vagy átlátszó, egyszerű négyes ikerkristályai az amatőr ásványgyűjtők számára is hamar észrevehetők. Általában közvetlenül az üregek falára települnek, ritkán korábban kivált apatitra, augitra, vagy földpátokra. A phillipsitre leginkább nátrolit-csoport ásványai települnek. Színtelen vagy fehér pamacsai, kévéi, sugaras halmazai, ritkán sugaras szerkezet félgömbjei szintén gyakoriak a halápi lelőhelyen. A nátrolittűk teteje mezolitban végződhet, amit azonban csak részletesebb, elsősorban kémiai vizsgálatokkal lehet kimutatni. Sőt az irodalmi adatok egy tűn belül nátrolit–mezolit–szkolecit összenövésről is említést tesznek. A nátrolittal gyakran nő össze gonnardit. Ezek általában hófehér, tömött, maximálisan 1 mm átmérőjű gömböket alkotnak. A nátrolit, mezolit, szkolecit és gonnardit tűk teljesen azonos megjelenésűek, ezért megkülönböztetésük részletesebb vizsgálatokat igényel.
A phillipsitek mellett elvétve színtelen, átlátszó kabazit-romboéderekre is lelhetünk. Méretük kicsi, csupán néhány milliméter.
A bánya szintén ritka zeolitja a gmelinit. Kristályai ritkák, a Halápon kívül eddig csak a Gulácsról, a Hajagosról és a Sarvaly-hegyről kerültek elő. Színtelen, hexagonális dipiramis és hexagonális prizmalapok kombinációjából álló, 1–2 mm-es kristályokban fordul elő magányosan.
Az üregek alján gyakran, mint legkorábbi kiválási termékek, a bazaltot is felépítő ásványok jelennek meg, mint pl. augitok, apatitok, ilmenitek, földpátok, magnetitek. Leggyakoribbak az augitok fekete, zömök prizmás kristályai, melyek önállóan vagy csoportokban találhatók. Közöttük vékony, néhány tizedmilliméter átmérőjű, de több milliméter hosszú fehér, vagy színtelen átlátszó apatittűk figyelhetők meg. A magnetit ritkább és elsősorban a miarolitos (üregkitöltő) ásványokban jelenik meg. Fekete, oktaéderes egy milliméternél kisebb, önállóan kristályokat alkot. Az üregek falán apatittal, augittal és földpátokkal együtt jelenik meg. A magnetitekre a későbbi kiválású ásványok közül phillipsit, aragonit, kalcit és szmektitek települhetnek.
A karbonátok közül a kalcit és az aragonit jelenik meg. A kalcit kristályokat megfigyelhetjük még nyúltabb alakban (szkalenoéder) is. Gyakran alkotnak ún. kalcitrózsákat. Leginkább phillipsitekre, aragonitra vagy szmektitekre települnek. A hólyagüregekben több generációban jelennek meg. Az aragonit hosszú, több milliméteres tűs kristályokként jelenik meg, melyek gyakran alkotnak sugaras halmazokat. Rájuk phillipsit, kalcit vagy szmektit települ.
A szmektitek (szaponit és nontronit) színe halványzöld, sötétzöld, barna vagy világosszürke lehet. Gömbök, csövek, féregszer halmazok és bekérgezések az üregek falán, valamint augiton, phillipsiten, aragoniton és nátroliton. Egy üregben akár kétféle színű szmektit is elő fordulhat.
Gyakran találkozhatunk homokos kőzetzárványokkal (kvarcxenolit) is. Elnyúlt ellipszoidok, kerekdedek vagy alaktalan formájúak. Általában 5 cm-nél kisebbek, de nem ritkák a 10 cm-es példányok sem. Könnyen azonosíthatók egyrészt a kvarckristályok alapján, másrészt a peremen mindig zöld reakció korona figyelhet meg. Ez utóbbi diopszidból vagy diopszidos augitból áll, méretük néhány tized milliméter, ritkán milliméter. A zárványon belül a kvarckristályok mérete igen eltérő: lehetnek nagyon finomszemcsések, ilyenkor csak egy fehéres tömeget láthatunk; általánosabbak viszont a néhány milliméter, esetleg centiméter nagyságú kvarcok.
A kvarczárványok mellett gyakoriak a dolomitos eredetű kőzetzárványok is. A xenolitok belseje fehér, tömött, porcelánszer anyagból áll, a kissé rózsaszínes érintkezési szegélyben a bazalt felé növekvő spinell-tartalom látható. A xenolit mellett 1 mm-es sötétebb sáv és világosszürke színű bazaltrész található. A zárványok központi részén a szerpentinásványok feldúsulása figyelhető meg. Erdélyi és szerzőtársai (1959) a porcelánszer anyagot hidroamezitnek írták le.

## A halápi bazaltbányászat
A legrészletesebb feltártságot a több évtizedes kőbányászati tevékenység eredményezte bányafalak adják. A bányaüzem dél felől két szinttel (290 és 310 mB.f.) nyitotta meg a hegyet. Ennek eredményeként a bazalt anyagának, megjelenési módjának részletes tanulmányozását mintegy
1500 m összhosszúságú, 20 m magasságú bányafal tette, illetve teszi lehetővé.
A Halápon kisebb kiterjedésű bányaudvarok már a római korból kimutathatók, de a bazaltbányászatra vonatkozó konkrét adataink a 20. század elejéről állnak rendelkezésre. 1909-ben a szobi Luczenbacher-család, illetve Teleky József gr. kezdte feltárni a hegyet. Kisebb termelés 1912-ben indult, de csak az I. világháború után beszélhetünk ipari bazalttermelésről. Az 1920-as években bányafelújításra került sor, ezáltal az új zúzóművek egyre nagyobb teljesítményre voltak képesek és már többféle szemnagyságú anyagot is el tudtak állítani. Később már a terméskő bányászata mellett faragott köveket is el állítottak. 1925-ben a Pesti Kereskedelmi Bank a Grünwald és Schiffer céggel együtt megvette a bazaltbányát és megalapította a Zalahalápi Bazaltkőbánya Részvénytársaságot. A gépesítés 1926-tól indult meg. A kitermelt kockakövet elsősorban útburkolásra használták. Ebben az időszakban számos budapesti úttest épült az itt bányászott bazaltból. A nagy gazdasági világválság alatt jelentősen csökkent a kőszükséglet, ami kihatott az üzem működésére is, viszont a II. világháború utáni kőigény kielégítésére a halápi bányában jelent s fejlesztéseket hajtottak végre. A bányászat az 1950-es években már három szinten folyt összesen 9 bányaudvarral. Az alsó bányaszint magassága 291 m, a középsőé 306 m, míg a felsőé 325 m volt. A teljes készletet 250 m-t l a hegy tetejéig 38 102 000 m³-nek becsülték meg, melyből 19 474 620 m³ kitermelhető, 55 m-es bazaltvastagsággal számolva. Míg az 1960-70-es években sorra szűnt meg a bazaltbányászat a környező hegyeken (pl. Badacsony, Gulács), addig a Haláp bazaltjából – kiváló minőségének köszönhetően – még az 1980-as években is szállítottak alapanyagot a Ferihegy II. építéséhez. Az 1980-as évek végén a bánya bezárását a természetvédelmi törekvések, a csökken nyersanyagigény, valamint a faragott útburkolati kövek egyre nagyobb arányú visszaszorulása indokolta. A halápi bánya szerepét részben az 1951-ben megnyitott modern uzsai kőbánya vette át.
A bányászat következtében a Haláp hegy csúcsa és központi része, a hegy bazaltsapkájának jelentős része eltűnt. Az így kialakult, markáns tájképi degradáció napjainkig megoldatlan tájkonfliktust eredményezett, ezért is sürget a tájrendezés feladata. A volt bányaüregben a bányászat során feltárult geológiai képződmények, tanulságos alakzatok és rétegsorok jól megfigyelhetők, így újabban a Haláp a geoturizmus célpontjaként komoly tudományos-ismeretterjesztő szereppel bír.